# Kościół św. Marcina w Oporowie
Kościół św. Marcina w Oporowie – zabytkowy, gotycki kościół parafialny z I poł. XV w. Jest to budowla jednonawowa, wzniesiona na planie wydłużonego prostokąta, z wieżą od strony zachodniej i kryptą grobową w podziemiach. Połączony jest z domem zakonnym ojców paulinów.
Gotycki kościół św. Marcina w Oporowie powstał w pierwszej połowie XV wieku z fundacji Mikołaja z Oporowa, wojewody łęczyckiego i jego następców.
W XVIII wieku z fundacji Jana Michała Sołłohuba i Heleny z Szamowskich oraz ich potomków kościół został podwyższony, a jego wnętrze uległo przekształceniu w stylu barokowym. Z tamtego okresu pochodzi ołtarz główny, pod którym pochowano Helenę Szamowską.
W XIX wieku kościół otrzymał nową ambonę, chrzcielnicę, naczynia i szaty liturgiczne oraz dwa witraże w prezbiterium.

## Galeria

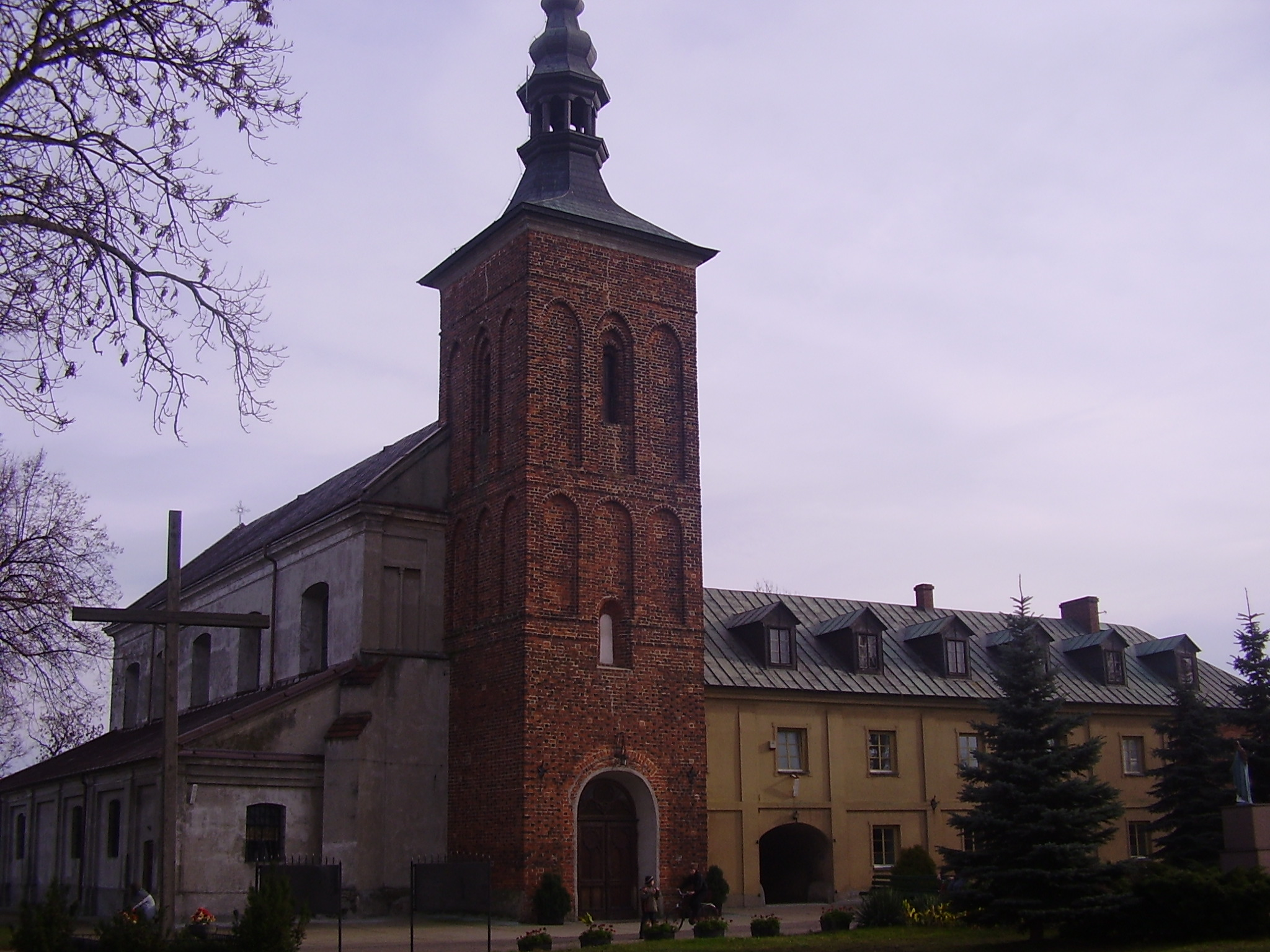
Budynek klasztoru paulinów przylegający od południa do kościoła
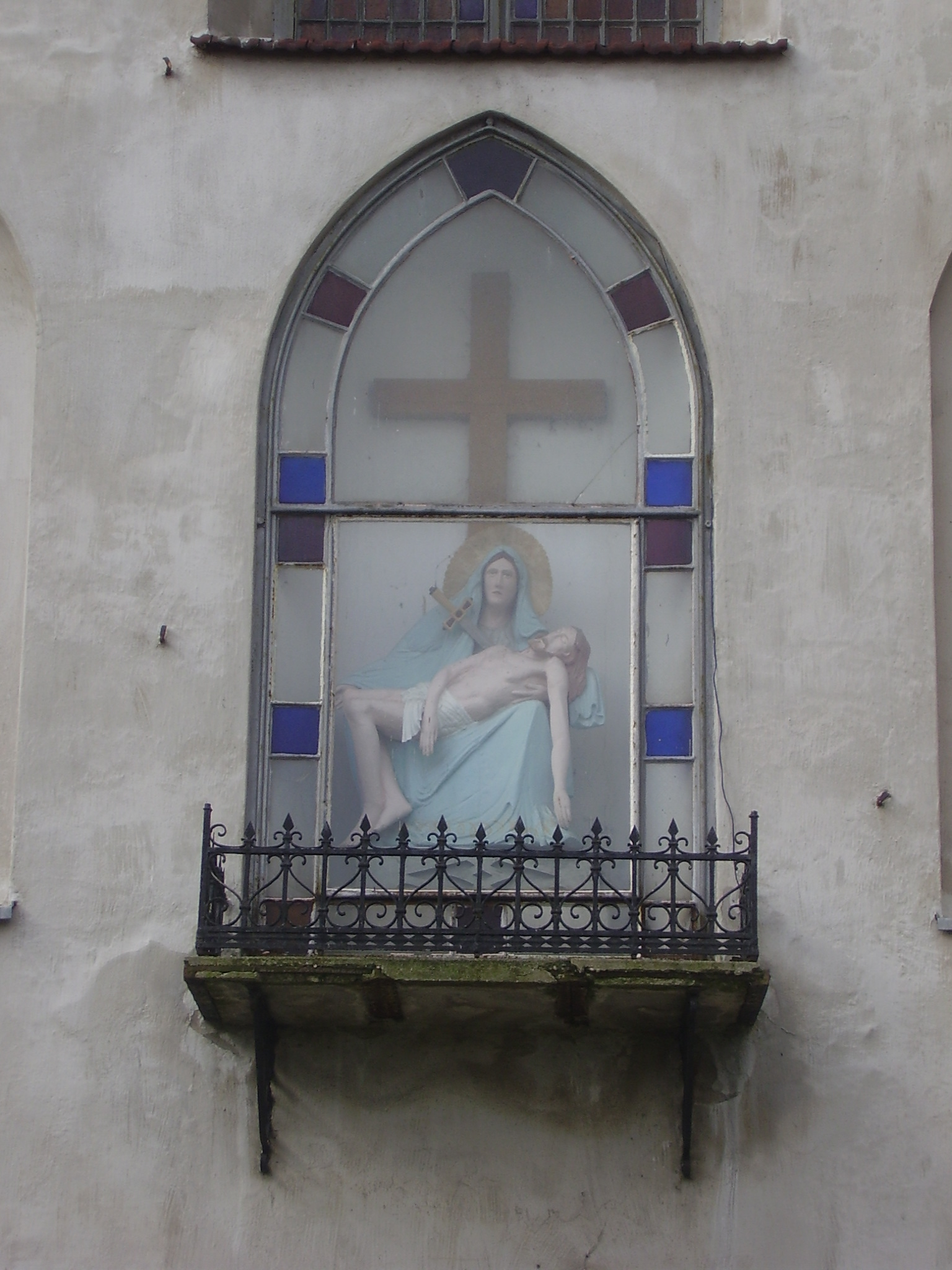
Figura piety na wschodniej ścianie kościoła